# کوه کیت
کوه کیت (به انگلیسی: Mount Keith) یک کوه در ایالات متحده آمریکا است که در شهرستان اینیو، کالیفرنیا واقع شده‌است. کوه کیت ۴٬۲۶۱٫۷۷ متر بالاتر از سطح دریا واقع شده‌است.